# Xã Norman, Quận Grundy, Illinois
Xã Norman (tiếng Anh: Norman Township) là một xã thuộc quận Grundy, tiểu bang Illinois, Hoa Kỳ. Năm 2010, dân số của xã này là 308 người.